# 日高胖
日高 胖（ひだか ゆたか、1875年6月15日 - 1952年12月20日）は、日本の建築家。
旧住友財閥において多くの建築物の設計を手がけた。アール・ヌーヴォー様式の神本理髪店の設計や、住友ビルディングの建設の総指揮をとったことなどで知られる。

## 経歴
- 1875年（明治8年）東京にて、旧幕府の旗本だった日高圭三郎為善の子として生まれる。父親は万延元年遣米使節員として渡米、その後渡英し、明治政府の工部省、大蔵省記録寮に勤務した[1]。
- 1900年（明治33年）東京帝国大学工科大学建築学科を卒業、住友本店臨時建築部の技師となる
- 1908年（明治41年）欧米出張
- 1915年（大正4年）野口孫市の死去により、住友営繕の全責任者となる
- 1916年（大正5年）住友総本店及住友銀行本店新築調査委員となる
- 1918年（大正7年）建築材料調達のため渡米する
- 1921年（大正10年）住友合資会社技師長となる
- 1928年（昭和3年）住友合資会社工作部長となる
- 1931年（昭和6年）住友合資会社を定年退職する
- 1952年（昭和27年）鎌倉市腰越の自邸にて逝去（享年79）

## 主な作品
- 神本理髪店（大阪市、1904年、現存しない）
- 住友ビルディング（大阪市、1926年、現・三井住友銀行大阪本店）
- 大阪府立中之島図書館・増築部分（大阪市、1922年）

## 家族
- 父・日高圭三郎為善（1834-1919） - 御徒目付として万延元年遣米使節、勘定方として文久遣欧使節に参加し、維新後は工部省、大蔵省・記録局に勤務
- 兄・日高偉太郎